# Batalha de Lagos

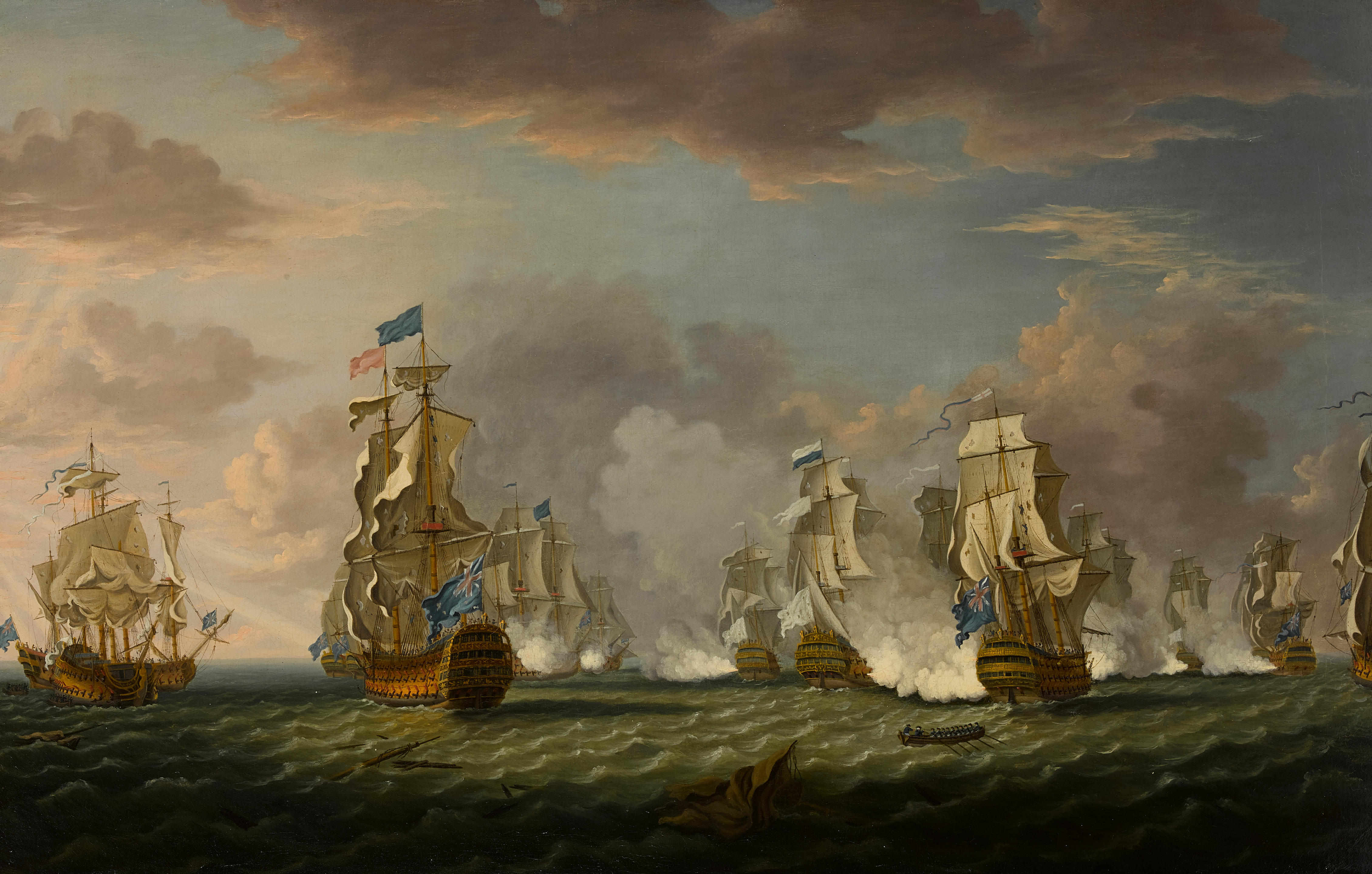
A Marinha Real Britânica derrota a Frota Francesa do Mediterrâneo na Batalha de Lagos

A Batalha naval de Lagos ocorreu entre uma frota britânica comandada por Sir Edward Boscawen e uma frota francesa comandada por Jean-François de La Clue-Sabran durante dois dias em 1759 durante a Guerra dos Sete Anos. Eles lutaram a sudoeste do Golfo de Cádiz em 18 de agosto e a leste do pequeno porto português de Lagos, que dá nome à batalha, em 19 de agosto.
La Clue estava tentando escapar de Boscawen e trazer a Frota Francesa do Mediterrâneo para o Atlântico, evitando a batalha se possível; ele estava então sob ordens de navegar para as Índias Ocidentais. Boscawen estava sob ordens de impedir uma invasão francesa no Atlântico e de perseguir e lutar contra os franceses, se o fizessem. Durante a noite de 17 de agosto a frota francesa passou com sucesso pelo Estreito de Gibraltar, mas foi avistada por um navio britânico logo após entrar no Atlântico. A frota britânica estava nas proximidades de Gibraltar, passando por uma grande reforma. Saiu do porto em meio a grande confusão, a maioria dos navios não tendo suas reformas concluídas, muitos atrasados e navegando em um segundo esquadrão. Ciente de que estava sendo perseguido, La Clue alterou seu plano e mudou de rumo; metade de seus navios não conseguiu segui-lo no escuro, mas os britânicos sim.
Os britânicos alcançaram os franceses em 18 de agosto e uma luta feroz se seguiu, durante a qual vários navios foram gravemente danificados e um navio francês foi capturado. Os britânicos, que superavam em muito os seis navios franceses restantes, os perseguiram durante a noite de luar de 18 a 19 de agosto, durante a qual mais dois navios franceses escaparam. Em 19 de agosto, os remanescentes da frota francesa tentaram se abrigar em águas portuguesas neutras perto de Lagos, mas Boscawen violou essa neutralidade, capturando mais dois navios franceses e destruindo os outros dois.

## Resultado
Os franceses tiveram 500 homens mortos, feridos ou capturados; contra 56 mortes britânicas e 196 feridos. La Clue, gravemente ferido, foi levado para terra antes da chegada dos britânicos e sobreviveu;  inco anos depois, ele foi promovido a tenente-general. A batalha não afetou os planos franceses de invadir a Grã-Bretanha. Os dois navios franceses que escaparam da batalha finalmente chegaram a Rochefort. Os cinco navios franceses em Cádiz foram bloqueados pelo segundo em comando de Boscawen, o almirante Thomas Brodrick. Eles foram instruídos a se dirigirem aos portos do Atlântico francês se conseguissem romper esse bloqueio, com vistas a reforçar a frota em Brest. Mas quando eles escaparam de Brodrick durante uma tempestade de inverno em janeiro de 1760, a frota francesa do Atlântico havia sido destruída na Batalha de Quiberon Bay e, em vez disso, eles voltaram para Toulon.